# Campeonato Mundial de Ciclismo en Ruta de 1978

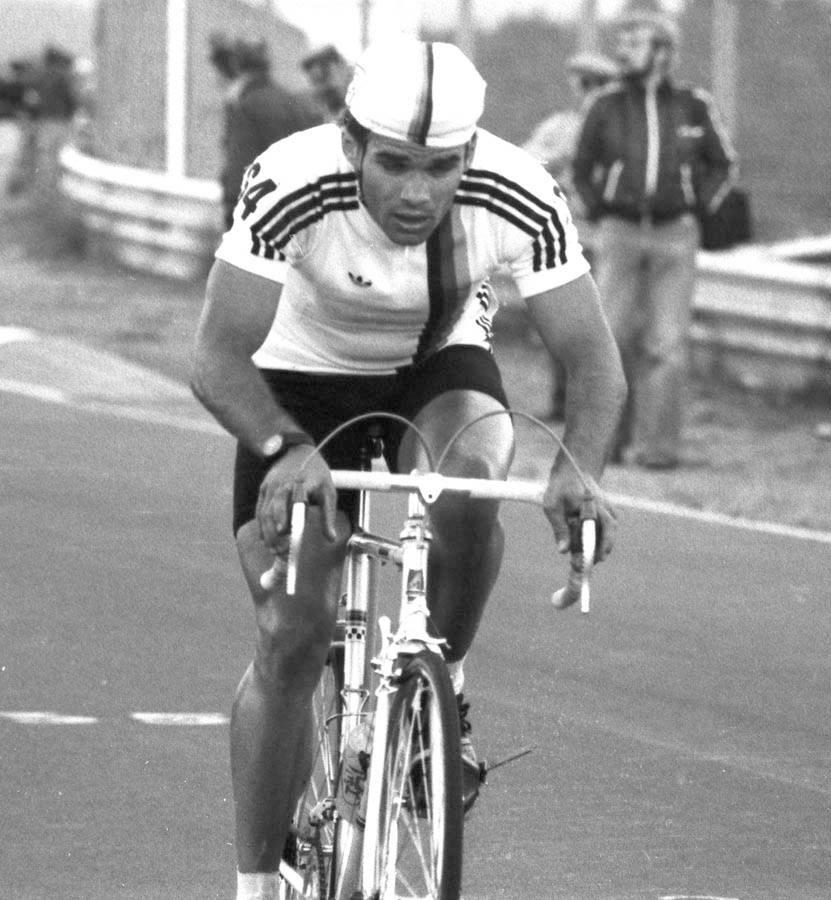
Peter Becker, ciclista alemán, en el Campeonato del mundo de ruta de 1978 en Nürburgring.

Los Campeonatos del mundo de ciclismo en ruta de 1978 se celebraron en el circuito de Nürburgring en Alemania del 23 de agosto al 27 de agosto de 1978. 

## Resultados
| Evento                     | Oro                                                                                  | Oro        | Plata                                                                                         | Plata    | Bronce                                                                       | Bronce   |
| -------------------------- | ------------------------------------------------------------------------------------ | ---------- | --------------------------------------------------------------------------------------------- | -------- | ---------------------------------------------------------------------------- | -------- |
| Pruebas masculinas         |                                                                                      |            |                                                                                               |          |                                                                              |          |
| Hombres - carrera en línea | Gerrie Knetemann · Países Bajos                                                      | 7.32'04"   | Francesco Moser · Italia                                                                      | m.t.     | Jorgen Marcussen Dinamarca                                                   | + 20"    |
| Contrerreloj por equipos   | Países Bajos · Guus Bierings · Bert Oosterbosch · Bart van Est · Jan van Houwelingen | 1h 59' 51" | Unión Soviética Aavo Pikkuus Vladimir Kaminski Alguimantus Goushavitchous Vladimir Kouznetsov | + 1' 09" | Suiza · Gilbert Glaus · Stefan Mutter · Richard Trinkler · Kurt Ehrensperger | + 1' 38" |
| Amateur - carrera en línea | Gilbert Glaus · Suiza                                                                | 4h 41' 47  | Krzysztof Sujka · Polonia                                                                     | -        | Stefan Mutter · Suiza                                                        | -        |
| Pruebas femeninas          |                                                                                      |            |                                                                                               |          |                                                                              |          |
| Mujeres - carrera en línea | Beate Habetz Alemania Occidental                                                     | 1h 45' 02" | Keetie van Oosten-Hage · Países Bajos                                                         | m.t.     | Emmanuella Lorenzo · Italia                                                  | m.t.     |